# Municipio de Dunbar (Pensilvania)
El municipio de Dunbar (en inglés: Dunbar Township) es un municipio ubicado en el condado de Fayette en el estado estadounidense de Pensilvania. En el año 2000 tenía una población de 7.562 habitantes y una densidad poblacional de 49 personas por km².

## Geografía
El municipio de Dunbar se encuentra ubicado en las coordenadas 40°02′00″N 79°36′59″O / 40.03333, -79.61639.

## Demografía
Según la Oficina del Censo en 2000 los ingresos medios por hogar en la localidad eran de $31,951 y los ingresos medios por familia eran de $38,438. Los hombres tenían unos ingresos medios de $29,516 frente a los $20,670 para las mujeres. La renta per cápita de la localidad era de $15,083. Alrededor del 13,1% de la población estaba por debajo del umbral de pobreza.